# Zerconopsis
Zerconopsis es un género de ácaros perteneciente a la familia Ascidae.

## Especies
- Zerconopsis heilongjiangensis Ma & Yin, 1998
- Zerconopsis muestairi (Schweizer, 1949)
- Zerconopsis pristis Halliday, Walter & Lindquist, 1998
- Zerconopsis remiger (Kramer, 1876)
- Zerconopsis slovacus Masan, 1998
- Zerconopsis yichunensis Ma & Yin, 1998